# Erinnerungskultur

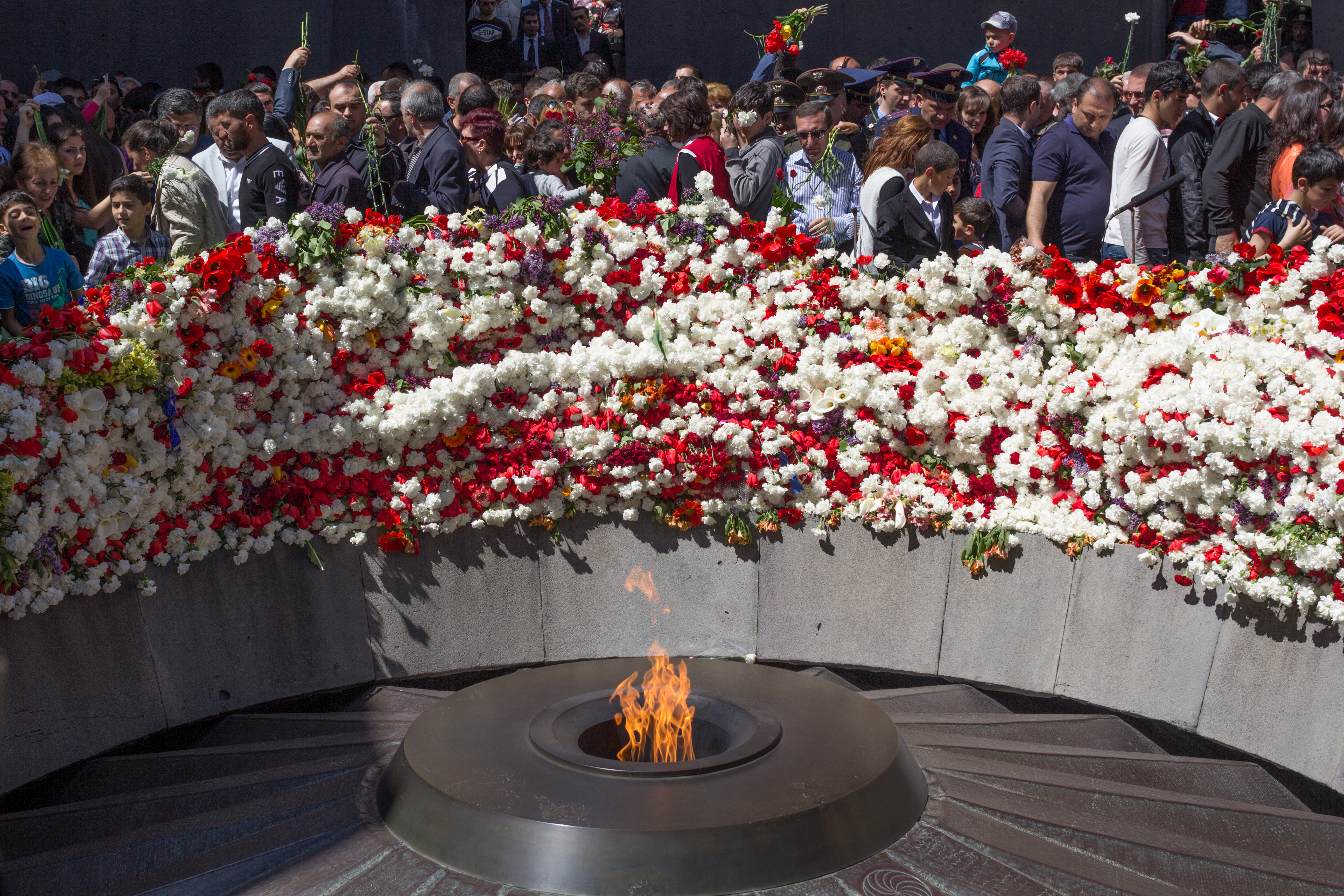
Erinnerung an den Völkermord an den Armeniern mit der „Ewigen Flamme“ am Erinnerungsort Zizernakaberd in Jerewan (2014)

Erinnerungskultur, auch Geschichtspflege, bezeichnet den Umgang des Einzelnen und der Gesellschaft mit ihrer Vergangenheit und ihrer Geschichte. Erinnerungskulturen sind die historisch und kulturell variablen Ausprägungen von kollektivem Gedächtnis.
Dieser Artikel befasst sich hauptsächlich mit der Erinnerungskultur in Deutschland.

## Begriff
Die Erinnerungskultur zählt zu den Leitbegriffen der Kulturwissenschaft. Hans Günter Hockerts sieht Erinnerungskultur als lockeren Sammelbegriff „für die Gesamtheit des nicht spezifisch wissenschaftlichen Gebrauchs der Geschichte in der Öffentlichkeit“.
Christoph Cornelißen bezieht den wissenschaftlichen Bereich mit ein und versteht Erinnerungskultur „als einen formalen Oberbegriff für alle denkbaren Formen der bewussten Erinnerung an historische Ereignisse, Persönlichkeiten und Prozesse, seien sie ästhetischer, politischer oder kognitiver Natur“. Sie vollziehe sich in allen Formen des kollektiven Gedächtnisses, im geschichtswissenschaftlichen Diskurs, aber auch in privaten Erinnerungen. Träger der Erinnerungskultur können Individuen, soziale Gruppen sowie Staat und Nation sein. Alle Formen der Aneignung der erinnerten Vergangenheit (Texte, Bilder, Denkmäler, Bauten, Feste, Rituale etc.) seien gleichberechtigte Bestandteile der Erinnerungskultur. Der Begriff sei „synonym mit dem Konzept der Geschichtskultur, aber er hebt stärker als dieses auf das Moment des funktionalen Gebrauchs der Vergangenheit für gegenwärtige Zwecke, für die Formierung einer historisch begründeten Identität ab“.
Nach Jan Assmann wird mit der Erinnerungskultur an die eigene soziale Gruppe die Frage: „Was dürfen wir nicht vergessen?“ gestellt und beantwortet; insofern wirke Erinnerungskultur gemeinschaftsstiftend. Erinnerungskultur ist nur möglich, wo die Vergangenheit durch Zeugnisse irgendwelcher Art präsent sei und wo diese eine charakteristische Differenz zur Gegenwart aufweise. „Erinnerungskultur“ ist nicht gleichbedeutend mit dem ähnlichen Begriff der „Tradition“, da dieser den Bruch zwischen Vergangenheit und Gegenwart verschleiere und die Kontinuität in den Vordergrund rücke.
Aleida Assmann sieht den Begriff Erinnerungskultur „inflationär ausgebreitet“ mit sehr verschiedenen Bedeutungen. Sie sieht drei Bedeutungen des Begriffs „Erinnerungskultur“, die erste als Sammelbegriff für die „Pluralisierung und Intensivierung der Zugänge zur Vergangenheit“ auf dem Hintergrund, dass die Erinnerungsarbeit zunehmend den Bereich des akademischen Spezialistentums überschritten hat. Die zweite Bedeutung sei „die Aneignung der Vergangenheit durch eine Gruppe“ mit identitätsstiftender Wirkung, die damit ihre Werte bestätigen kann. Zum dritten sieht sie „die ethische Erinnerungskultur“ als kritische Auseinandersetzung mit Staats- und Gesellschaftsverbrechen, wobei besonders die Opferperspektive zum Tragen kommt.
Durch eine ausgeprägte Erinnerungskultur werden die nicht so herausgestellten Elemente jedoch dem Vergessen preisgegeben.

## Ausdruck und Formen

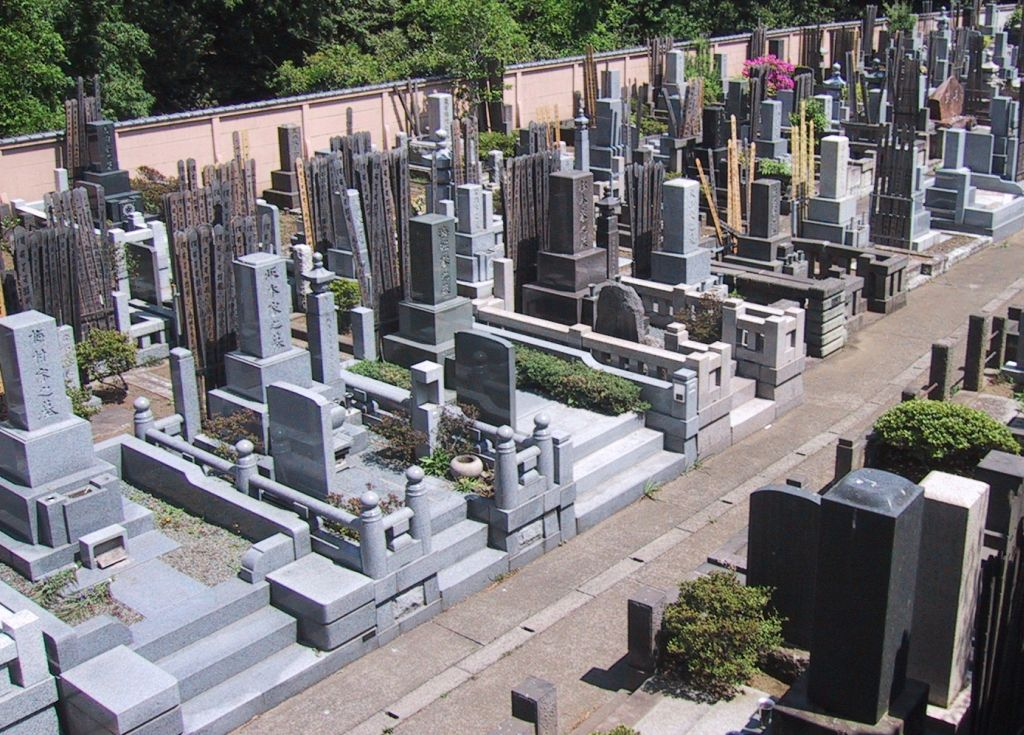
Friedhof in Tokio

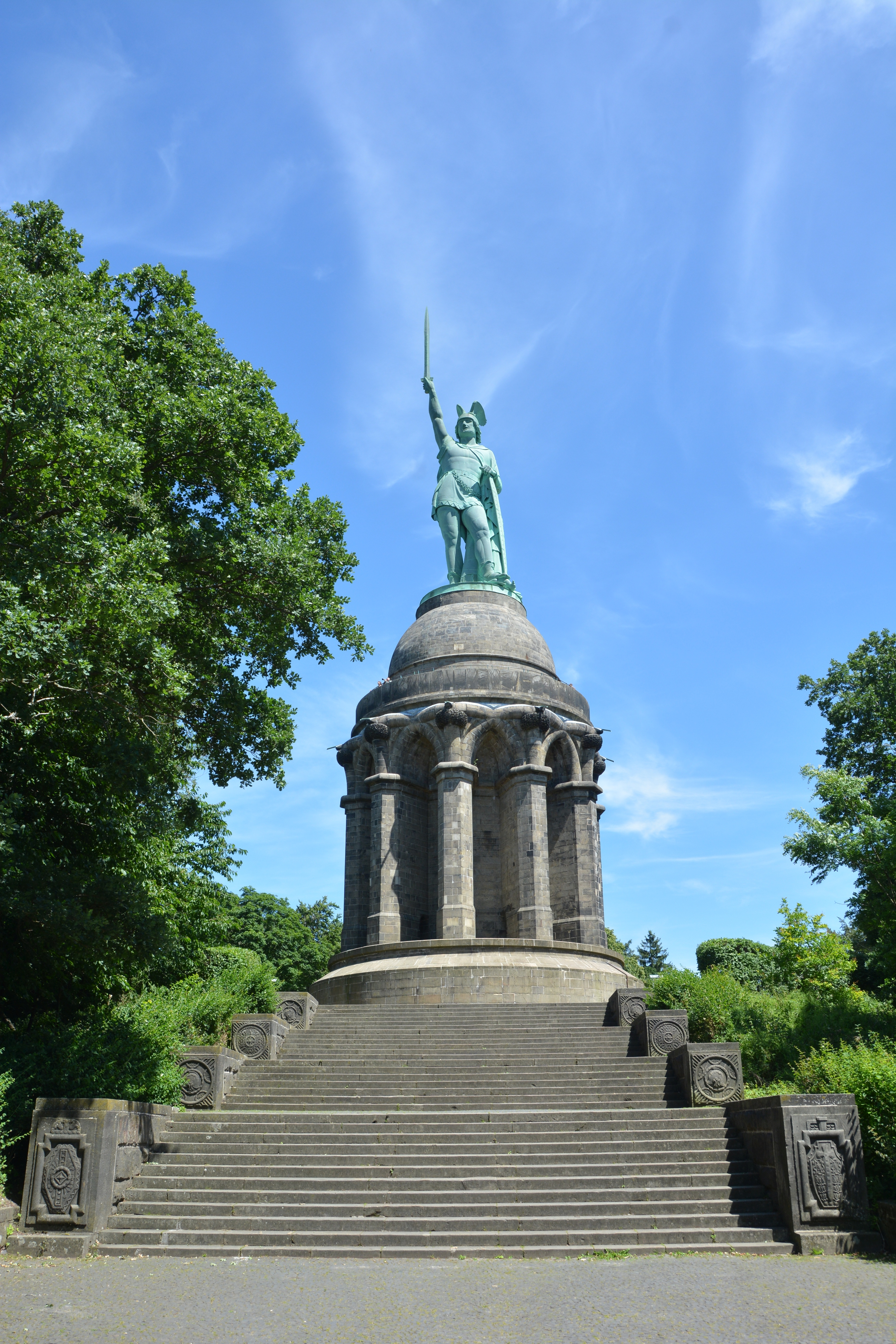
Hermannsdenkmal (1875): Traditionelle Erinnerungskultur mit verklärendem und teilweise verfälschendem Duktus

Die älteste und verbreitetste Form der Erinnerungskultur besteht in der Anlage von Grabmälern und Friedhöfen mit der Weiterentwicklung zu Mausoleen. Extreme Ausprägungen sind monumentale Grabstätten wie die Pyramiden von Gizeh oder die auf manche Menschen bizarr wirkende öffentliche Leichenpräsentation wie zum Beispiel im Lenin-Mausoleum in Moskau.
Beispiele für private oder subjektive Ausformungen der Erinnerungskultur sind Familienalben, Ahnenforschung oder verschiedene Jubiläen mit persönlichem oder familiärem Bezug. Bei bestehendem öffentlichem Interesse können Werke der Erinnerungskultur amtlich zu Kulturgut oder zum Kulturdenkmal ernannt werden.
Zur Erinnerungskultur bestimmt sind Archive, deren Material durch die Geschichtswissenschaft erschlossen werden kann. Die Ergebnisse der wissenschaftlichen Aufarbeitung schlägt sich in Schriften diverser Art wie wissenschaftlichen Monografien, Beiträgen in Fachzeitschriften oder Festschriften nieder.
Eine große Rolle spielen auch die öffentliche Dokumentation und die mediale Darstellung. Dieser Zweckbestimmung dienen insbesondere die Museen in öffentlicher, kirchlicher und privater Trägerschaft. Neben den dauerhaften Präsentationen kann eine große Öffentlichkeit mit Sonderausstellungen erreicht werden, die nicht nur in Museen präsentiert werden; großes Medienecho fand beispielsweise die Preußenausstellung im Jahre 1981. Die Wehrmachtsausstellung aus den 1990er Jahren zeigte exemplarisch, dass Ausstellungen nicht nur der Erinnerungskultur dienen, sondern auch bei kontroversen Themen die Meinungsbildung initiieren können.
Demonstrative öffentliche Erinnerungskultur dokumentiert sich in Denkmälern für Personen und historische Ereignisse (beispielsweise Abstimmungsdenkmal (Allenstein)). Einen in Europa verbreiteten Typ stellt das Kriegerdenkmal dar. Bei der Erinnerung an negativ konnotierte Ereignisse spricht man von Mahnmal. Einen eigenen Typ bilden die Nationaldenkmäler, die vorwiegend im 19. Jahrhundert entstanden. Nach 1945 entstanden in dieser Tradition auch moderne Denkmale der Aktion "Deutschland ist unteilbar". 
Denkmäler für Personen werden fast ausschließlich erst nach dem Tod der jeweiligen Person errichtet. Ausnahmen von dieser Regel dienen vor allem der politischen Instrumentalisierung der Objekte. So wurden fast alle Denkmäler für Kaiser Wilhelm I. nach dessen Tod errichtet, während von den zahlreichen Bismarckdenkmälern viele schon zu Lebzeiten des Reichskanzlers entstanden. Die personenbezogenen Denkmäler stellen oft die Person selbst dar, es können aber auch andere Objekte mit dem Namen der Person erinnernd verknüpft werden, wie zum Beispiel ein Bismarckturm oder ein Goethestein.
Erinnerungskultur vollzieht sich mit identitätsstiftendem oder -erhaltendem Charakter auch in öffentlichen Veranstaltungen, so bei der Gestaltung nationaler Gedenktage mit oft ritualisierten Formen wie Militärparaden oder Kranzniederlegungen. Durch die Vergabe von Preisen nicht nur historischen Charakters kann ebenfalls ein Beitrag zur Erinnerungskultur erbracht werden, wie zum Beispiel die Verleihung des Friedenspreises des Deutschen Buchhandels in der Frankfurter Paulskirche oder des Internationalen Karlspreises im historischen Aachener Rathaus. Im Bereich der wissenschaftlichen Erinnerungskultur angesiedelt sind Lehrstuhlwidmungen wie der Romano-Guardini-Lehrstuhl oder Vorlesungen, die an berühmte Personen erinnern wie etwa die Gauß-Vorlesung der Deutschen Mathematiker-Vereinigung.

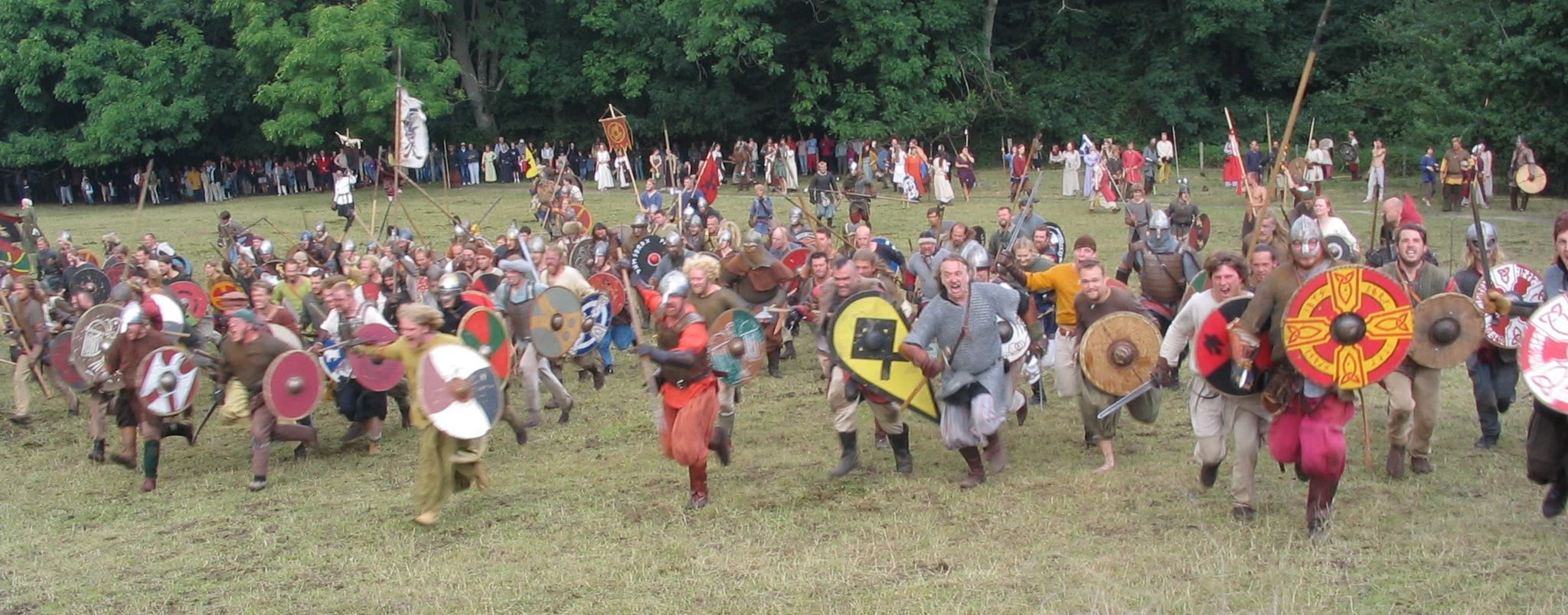
Wikinger-Reenactment

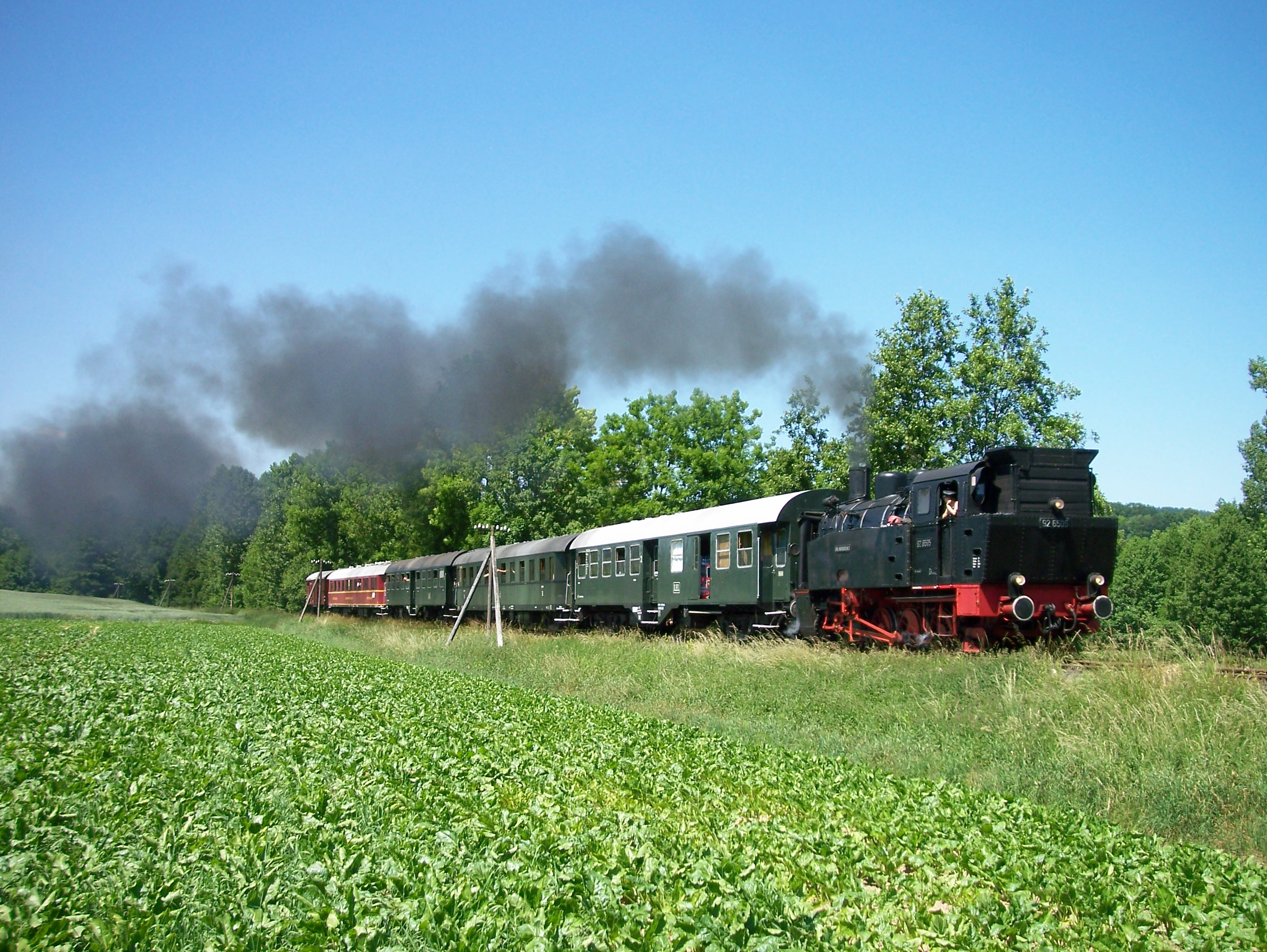
Dampfzug der Landeseisenbahn Lippe bei musealen Fahrten

Bis ins Alltagsleben hinein wirken Namensgebungen öffentlicher Verkehrsflächen (etwa eine „Straße des 17. Juni“) und Gebäude. Beliebte Medien der Erinnerungskultur sind auch Sondermarken und Gedenkmünzen. Die personenbezogenen Abbildungen auf diesen werden meist, ausgenommen bei regierenden Herrscherpersönlichkeiten, erst nach dem Tode der jeweiligen Person realisiert; der gleiche Grundsatz wird auch bei Straßenbenennungen meist eingehalten.
Erinnerungsaktivitäten sind nicht an den Ort des historischen Ereignisses gebunden (Gedenkveranstaltungen im Bundestag). Dennoch kommt dem Ort, wenn er bekannt und zugänglich ist, in der Regel eine besondere Bedeutung für die Errichtung von Gedenkstätten oder die praktizierte Erinnerungskultur zu (Völkerschlachtdenkmal in Leipzig, Holocaust-Gedenkstätten). Die Unklarheit über den Ort eines Ereignisses kann nicht nur die Forschung darüber anregen (zum Beispiel Theorien über den Ort der Varusschlacht), sondern auch die Berechtigung örtlicher Erinnerungsstätten in Frage stellen (zum Beispiel Museum Kalkriese).
Erinnerungskultur kann auch durch szenisches oder funktionales Handeln hergestellt werden; Beispiele für ersteres sind Reenactment-Events, für letzteres der museale Betrieb historischer Verkehrsmittel (so Traditionsschiffe und Museumsbahnen).
Daneben spielen auch Gedenkstätten, Gedenktage, Verdienst-, Ehren- und Versehrtenorden sowie Mahn- und Denkmale eine größere Rolle. Ihnen kommt als Ausdruck „gedenkstaatlicher“ Regulation kollektiver Erinnerung nicht nur kultureller, sondern auch vergangenheitspolitischer und folglich ideologischer Wert zu. Als Ausdruck offiziellen Bemühens um wenn nicht verbindliche, so doch staatsgesellschaftlich normativierte (also politisch-repräsentativ gewünschte) Herkunfts-, Ereignis- und Folgendeutung kommunizieren die Formen der „Gedenkstaatlichkeit“ kollektiv opportune Interpretationsmuster. So bedienen praktizierte politisch-moralische Bekenntnisse, öffentliche Inszenierungen und politische Monumente häufig zeit-, kultur- und regimegebundene Werte und sind folglich Bestandteile repräsentativer Symbolpolitik konkreter Gesellschaftsordnungen.

## Die Rolle des Staates

Denkmalplakette

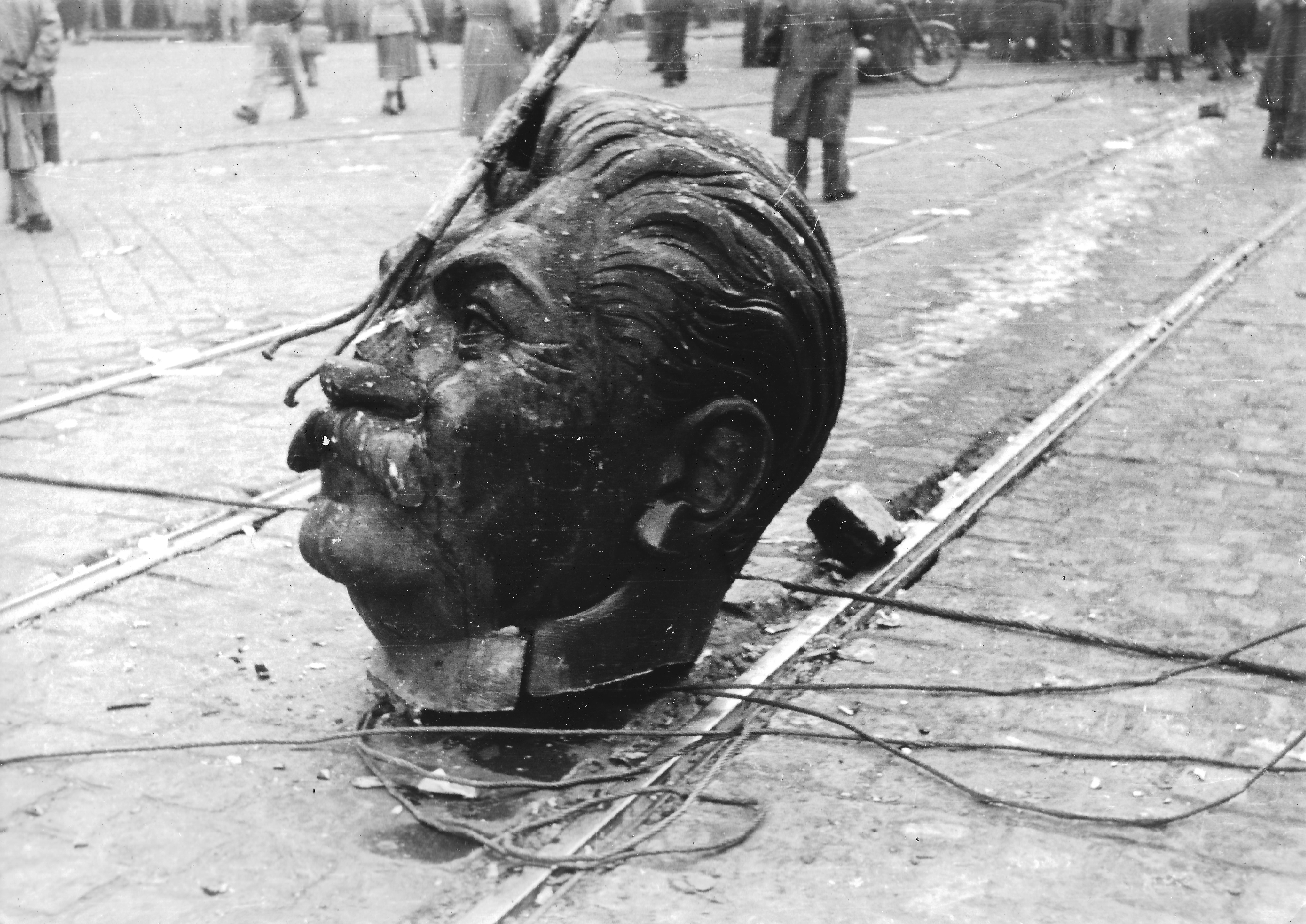
Überreste des Stalin-Denkmals in Budapest 1956

Die Funktion des Staates im Rahmen der Erinnerungskultur besteht in ihrer ideellen und finanziellen Förderung. Weiterhin treten öffentliche Körperschaften als Träger von Institutionen wie Archiven, Museen oder historischen Gebäuden in Erscheinung. Beispiele dafür sind das Bundesarchiv, das Preußenmuseum des Landes Nordrhein-Westfalen, Staatliche Schlösser, Burgen und Gärten Sachsen oder die Verwaltung der staatlichen Schlösser des Landes Bayern. Nicht selten wird das Kulturgut zur Bewahrung und Erschließung in Stiftungen eingebracht wie zum Beispiel der Stiftung Preußischer Kulturbesitz.
Staatsaufgabe ist auch die Schaffung des rechtlichen Gestaltungsrahmens, zum Beispiel durch Gesetze zum Denkmalschutz. Einen Extremfall in demokratisch verfassten Staaten stellt die rechtliche Grenzsetzung für inhaltliche Aussagen im Fall der Holocaustleugnung dar, wenn sie wie in Deutschland als Strafdelikt definiert ist. Ein aktiver staatlicher Eingriff in die Erinnerungskultur liegt auch vor, wenn Gebäude beseitigt werden, die als mögliche Erinnerungsorte geeignet wären, wie zum Beispiel der Garnisonskirche in Potsdam oder der Reichskanzlei in Berlin in der Nachkriegszeit.
Fragen der öffentlichen Erinnerung und Geschichtswahrnehmung sind eng mit Fragen der Legitimation von Machtansprüchen und einer nationalen Identitätsstiftung verbunden. Dies kann zu einer staatlichen Ritualisierung der Erinnerungskultur führen. Diese Politisierung der Erinnerungskultur wird insbesondere sichtbar bei Regimewechseln, bei denen die bisherige Deutung mancher historischer Ereignisse durch die neue Macht verändert wird. Ein sichtbares Beispiel kann dann der Umgang mit Denkmalen sein, die an Helden des vorigen Regimes erinnern, die aber nach dem Regimewechsel nicht mehr dasselbe Ansehen genießen.

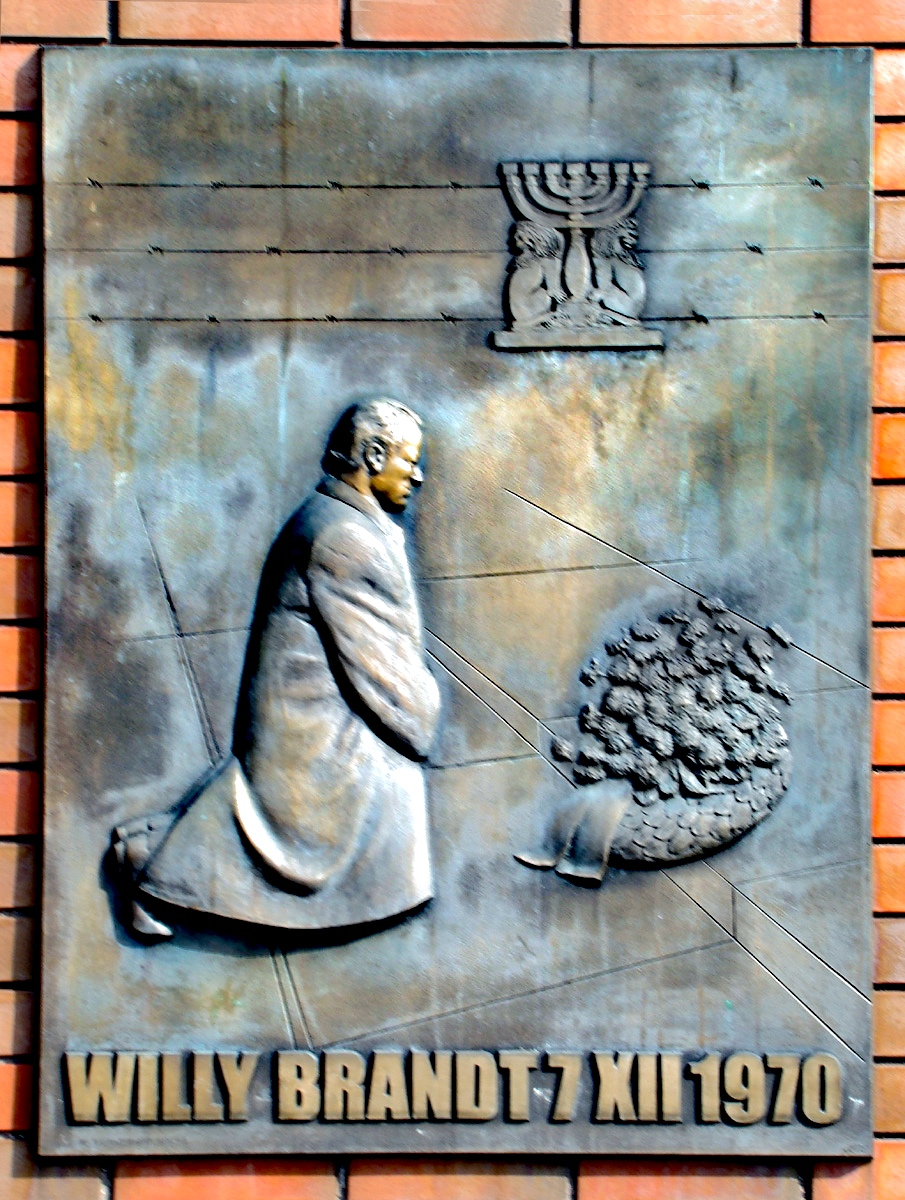
Kniefall von Warschau

Bei solchen Gelegenheiten können den Staatsmonumenten früherer politischer Regimes Gegendenkmale, Ergänzungstafeln oder Ersatzfunktionen beigegeben werden oder die Funktionen geschichtlicher Bauten verändert werden, zum Beispiel die Umwidmung von früheren monarchischen Schlössern zu Parlaments-, Bibliotheks- oder Universitätshauptgebäuden. Durch solche demonstrativen Umwidmungen wird eine Relativierung oder Distanzierung von vordem für erinnerungs- oder gar verehrungswürdig befundenen Geschehnissen, überholten politischen Ordnungen oder gesellschaftlichen Bräuchen und Sitten angestrebt.
Das Bestreben politischer Machthaber, Inhalt und Richtung der Erinnerungskultur vorzugeben oder zumindest zu beeinflussen, ist schon in den antiken Kulturen greifbar, zum Beispiel bei der ikonographischen Gestaltung der Erinnerung an die Schlacht von Kadesch. In gleiche Zeiträume zurückverfolgen lässt sich auch die Verhinderung einer Erinnerungskultur im Sinne einer Damnatio memoriae, zum Beispiel in der Nachfolge des Pharaos Echnaton.
Führende Personen des Staates haben verschiedentlich die Initiative ergriffen, durch Reden, Gesten und politische Handlungen Erinnerungskulturen zu verändern. Als Aufbruch einer auf die jeweilige eigene Nation gerichteten Erinnerungskultur hin zu einer Position der Völkerverständigung wurden zum Beispiel die Versöhnungsmesse in der Kathedrale von Reims angesehen, die Staatspräsident Charles de Gaulle und Bundeskanzler Konrad Adenauer im Juli 1962 gemeinsam besuchten und damit die deutsch-französische Freundschaft einleiteten. Ähnlich wahrgenommen wurden auch Willy Brandts Kniefall von Warschau am Warschauer Ghetto-Ehrenmal oder die Rede von Bundespräsident Richard von Weizsäcker zum 40. Jahrestag des Kriegsendes.

## Multiperspektivität der Erinnerungskultur

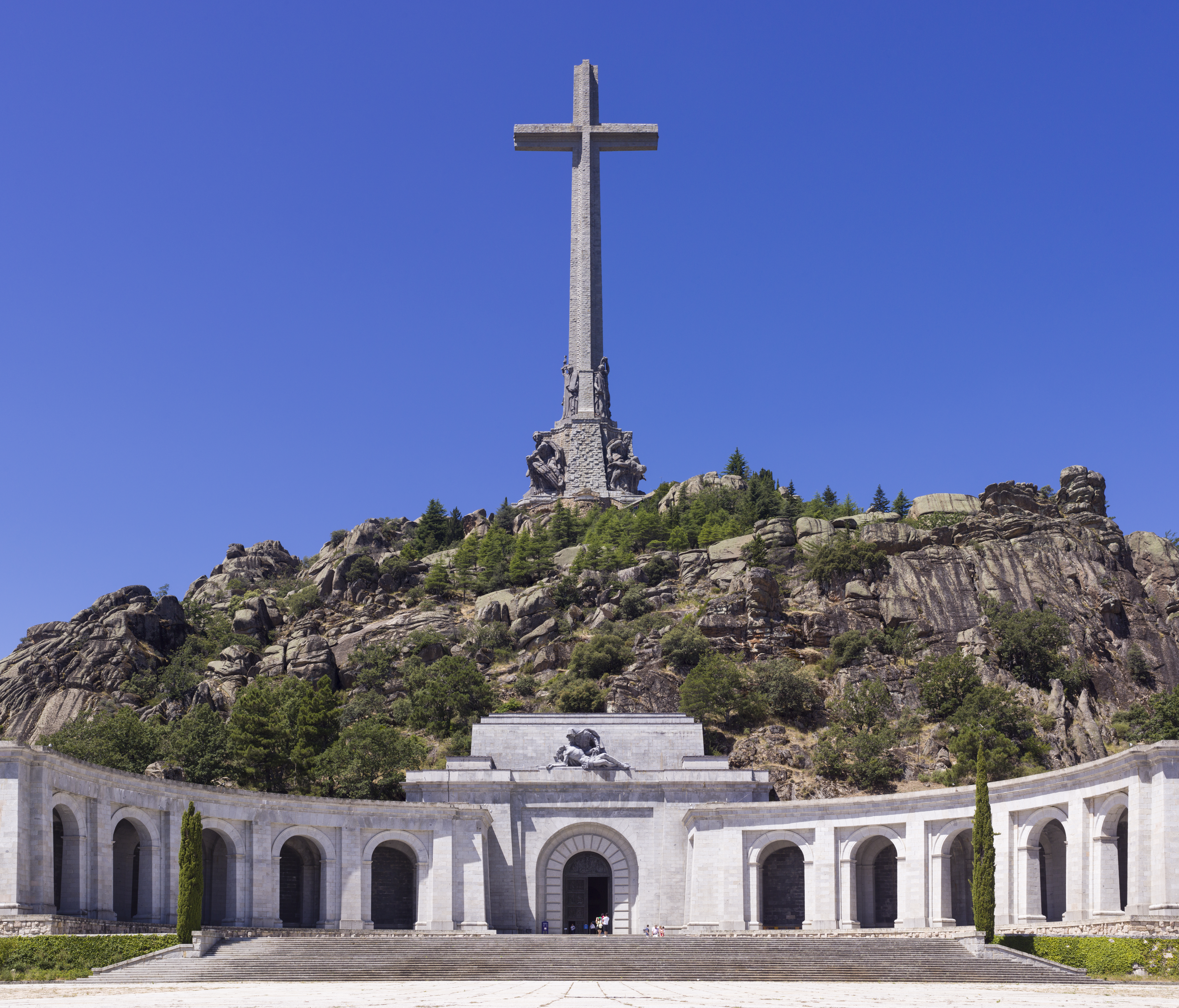
Spanischer Bürgerkrieg: Franquistisches Staatsmonument im Tal der Gefallenen

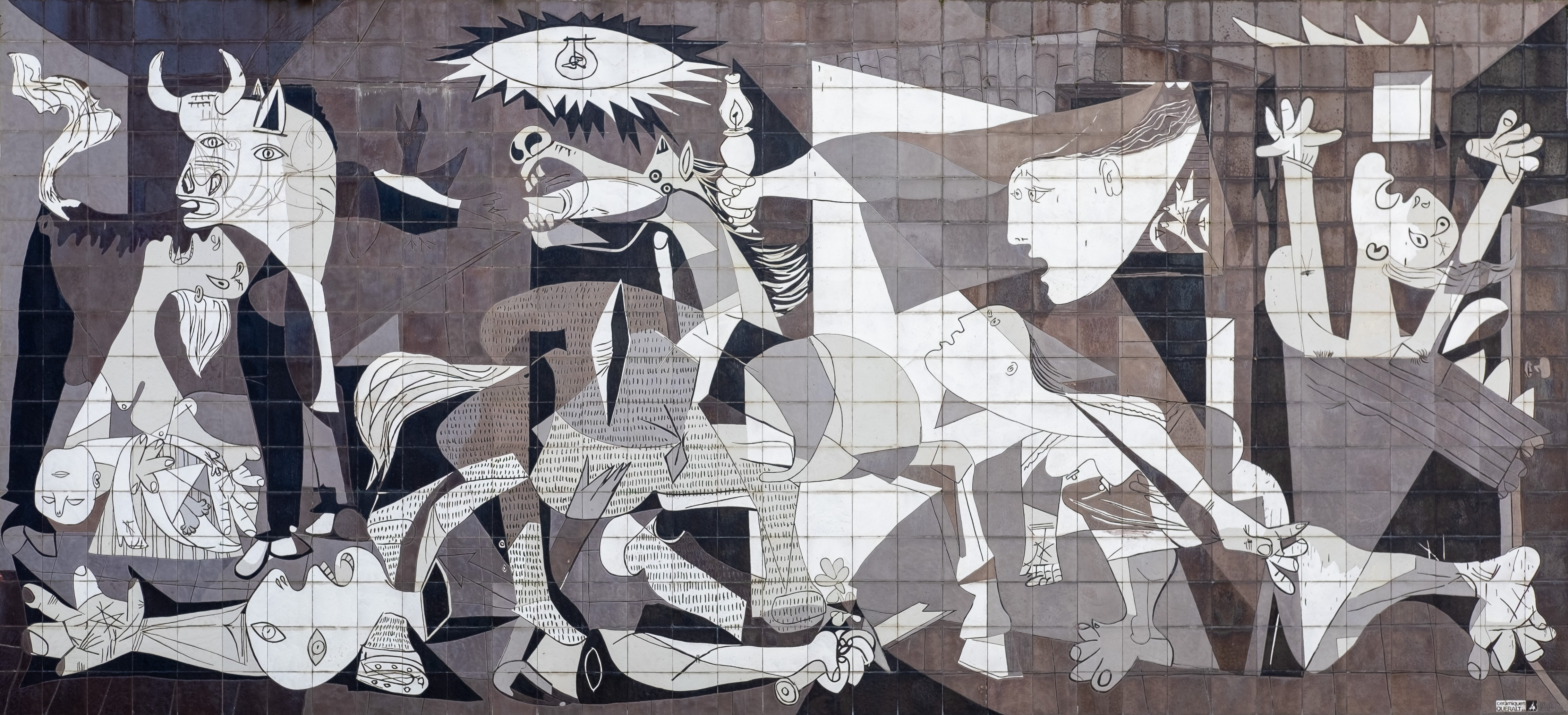
Picassos Sicht des Spanischen Bürgerkriegs: Guernica

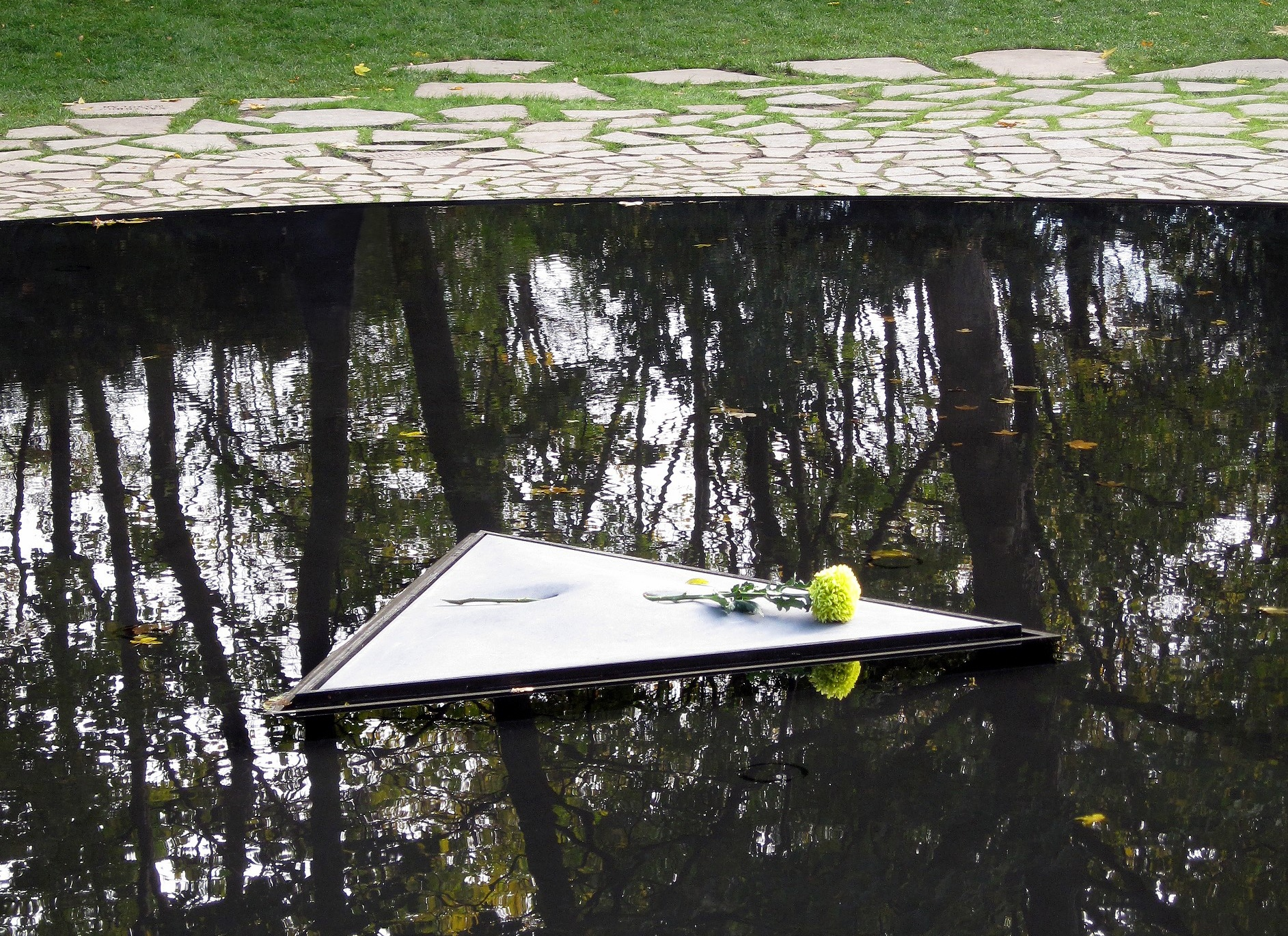
Denkmal für ermordete Sinti und Roma im Großen Tiergarten in Berlin (Detail: Brunnenmitte mit Stein und frischer Blume auf Dreieck, das an den KZ-Winkel erinnert)

In den ersten Jahren der Bundesrepublik Deutschland zeigten sich Schwierigkeiten, eine Erinnerungskultur zu den Ereignissen des 20. Julis 1944 zu etablieren, da diese damals noch kontrovers beurteilt wurden, der Historiker Norbert Frei spricht von einem „Erinnerungskampf“, der die frühen fünfziger Jahre in hohem Maße prägte.
In der DDR gab es eine andere Erinnerungskultur als in Westdeutschland. Die Nutzungsgeschichte des Baukomplexes Prora auf Rügen ist ein Beispiel unvollständiger Erinnerungskultur. Geplant als KdF-Seebad während der NS-Zeit, aber nie vollendet, gehörte er als Kaserne zu den größten und berüchtigtsten Militärstandorten in der DDR mit systemstabilisierender Funktion. Im Gegensatz zu der ursprünglichen Funktion der NS-Zeit wird die Nachkriegsgeschichte erst seit einigen Jahren zum Gegenstand der Erinnerungskultur.
In einem multiethnischen Kontext können durch die Vielfalt der Erinnerungen verschiedene Erinnerungskulturen zu bestimmten historischen Ereignissen entstehen, zum Beispiel in Ländern wie der Ukraine, wo die Bevölkerungszusammensetzung sich im Zweiten Weltkrieg drastisch verändert hat. In einer Stadt wie Czernowitz, die durch den Holocaust einen erheblichen Teil der jüdischen Bevölkerung verloren hat, bleiben noch Spuren dieser Kultur greifbar, die als Ansatz einer Erinnerungskultur dienen können.
Gleiche historische Ereignisse kontroversen Charakters ziehen bei den beteiligten Parteien jeweils eigene Formen der Erinnerungskultur nach sich; ein Beispiel sind die Erinnerungsorte des Spanischen Bürgerkriegs. Der politische Charakter der Erinnerungskultur wird insbesondere sichtbar bei Regimewechseln, bei denen die bisherige Deutung mancher historischer Ereignisse durch die neue Macht verändert wird.
Die Erinnerungskultur an Völkermorde hat in vielen Ländern ein erhebliches Konfliktpotenzial, insbesondere wenn dies auch heute noch benachteiligte Minderheiten betrifft. Beispiele hierfür sind der Aufstand der Herero und Nama in Namibia, der Völkermord an den Armeniern in Armenien und der Türkei und der Völkermord in Ruanda. Auch andere Formen der Gewalt wie die Apartheid in Südafrika, die Terrorherrschaft der Roten Khmer in Kambodscha, die Taten Stalins in der Sowjetunion bzw. Maos in China oder die Kriegsverbrechen der japanischen Armee in Ostasien während des Zweiten Japanisch-Chinesischen Kriegs sind heute noch in großen Teilen unzureichend aufgearbeitet.
An den Völkermord Porajmos an der europäischen Roma-Bevölkerung im Nationalsozialismus erinnern Geschichtsmuseen und Gedenkstätten in Polen, Tschechien, Ungarn und Deutschland. Deutsche Gedächtnisstätten sind das Denkmal für die im Nationalsozialismus ermordeten Sinti und Roma Europas und das Dokumentations- und Kulturzentrum Deutscher Sinti und Roma.
Das Erinnern kann gezielt eingesetzt werden um vergangene Konflikte aufzuarbeiten und letztlich zu überwinden. Dafür beispielhaft sieht Aleida Assmann die Wahrheits- und Versöhnungskommission in Südafrika, die nach der Beendigung der Apartheid-Politik tätig wurde. Die letztmalige Erinnerung an geschehenes Unrecht bietet die Voraussetzung für die Versöhnung: das Erinnern hat die Funktion einer Katharsis.

## Konservierung, Restaurierung und Rekonstruktion
Die Konservierung, Restaurierung und Rekonstruktion von historischen Objekten stellt eine wichtige materielle Voraussetzung für die Gewährleistung der Erinnerungskultur dar. Beispiele zur Sicherung der Erinnerungskultur sind die Konservierung von Schriftstücken wegen der Gefahr des Zerfalls des Beschreibmaterials oder der Nichtentzifferbarkeit, aber auch die technische Lesbarkeit digital archivierter Texte, die Rekonstruktion durch Entzifferung eines Palimpsestes, die Aufdecken des Entstehungsprozesses von Bau- und Kunstwerken, aber auch die Rekonstruktion ihres hypothetischen Originalzustandes wie bei der Restaurierung der Sixtinischen Kapelle.

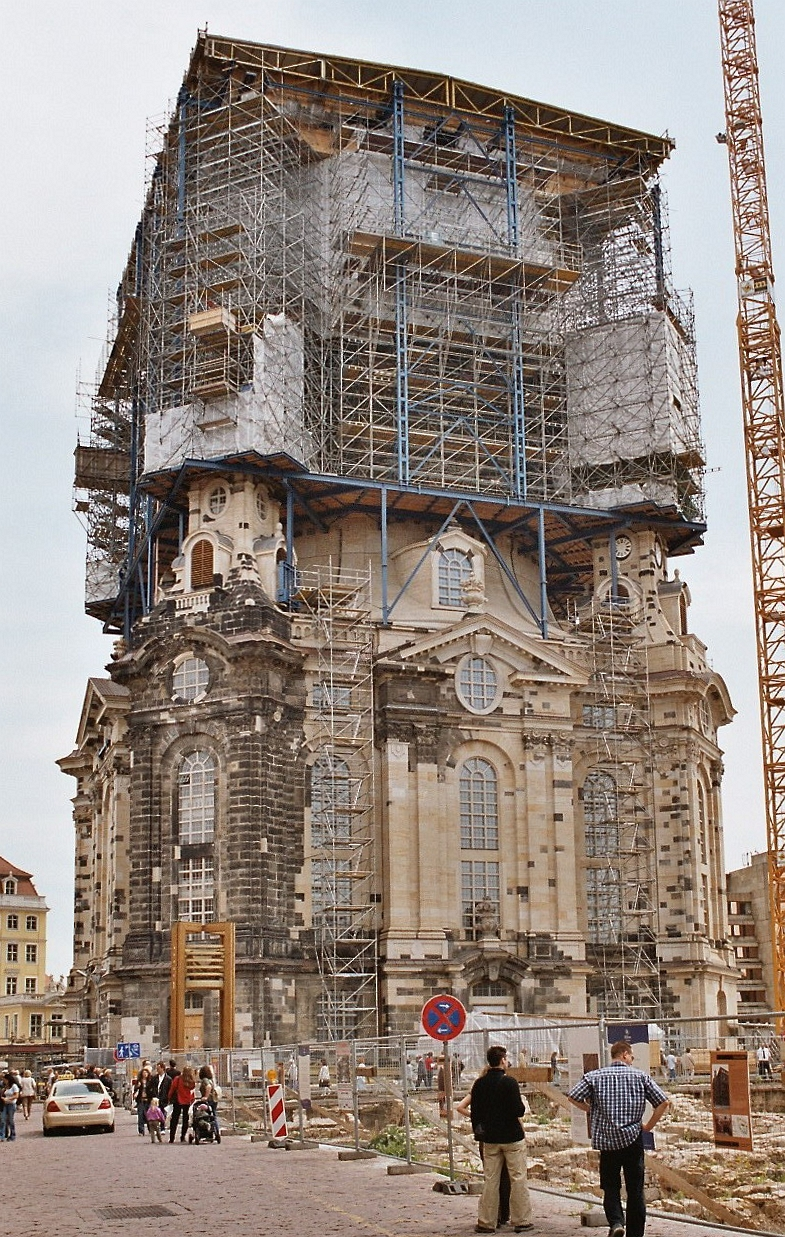
Bild aus der Zeit des Wiederaufbaus der Dresdner Frauenkirche (Mai 2003), die alten schwarzen Gebäudeteile sind deutlich erkennbar

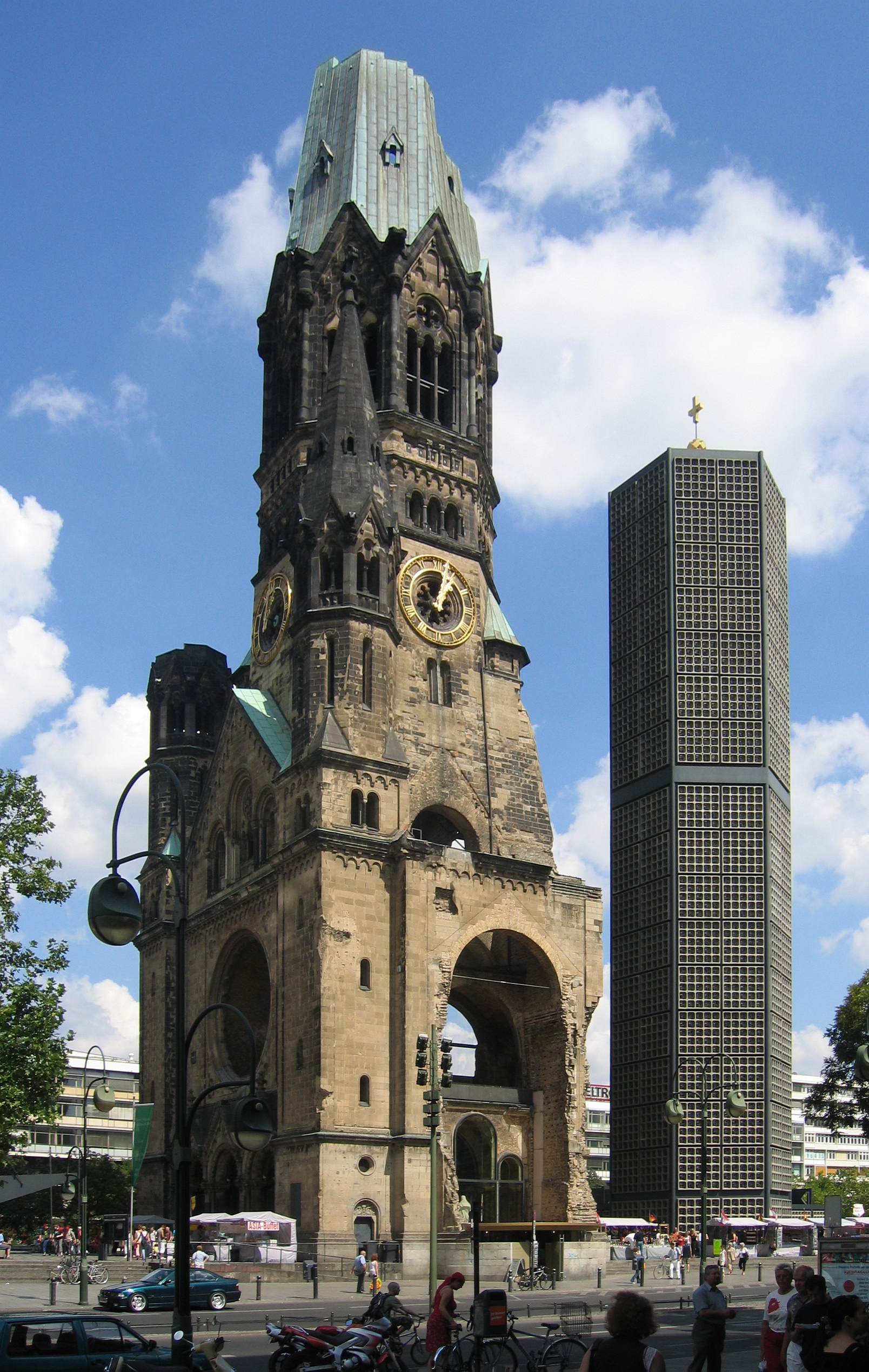
Teilansicht des Gebäudeensembles der Kaiser-Wilhelm-Gedächtniskirche, 2004

Über die Durchführung der Rekonstruktion von Gebäuden stehen divergierende Haltungen neben- und gegeneinander. Zum einen kann eine strikte Konservierung eines vorgefundenen Zustandes versucht werden. Ein Beispiel dafür ist die Beibehaltung des Trümmerhaufens nach einem Bombenangriff, wie bei der Ruine der Dresdner Frauenkirche zur Zeit der DDR. Zum anderen kann das Überlieferte in ein neues Gesamtbauwerk integriert werden, wie etwa bei der Kaiser-Wilhelm-Gedächtniskirche in Berlin von Egon Eiermann oder der Pinakothek in München von Hans Döllgast. Mitunter ist eine besondere Art der Rekonstruktion in Form der Anastylose möglich, bei der die genaue Position vieler noch vorhandener Steine berechnet und diese alten Teile in den neuen Bau entsprechend eingefügt werden, wie es beim Wiederaufbau der Dresdner Frauenkirche ab 1991 geschah.
Neben Restaurierungen und Rekonstruktionen im Sinne Eugène Viollet-le-Ducs, bei denen ein ursprünglich gedachter, vollkommener Zustand hergestellt werden soll, wie zum Beispiel in der wilhelminischen Epoche das römische Kastell Saalburg, werden auch zerstörte historische Straßenzüge wie zum Beispiel in den Altstädten von Warschau und Danzig und ähnlich am Frankfurter Römerberg oder Neumarkt (Dresden) rekonstruiert, wobei die von außen sichtbare Bausubstanz den historischen Eindruck wiedergibt, das Innere jedoch neuzeitlich gestaltet ist. Die Warschauer Rekonstruktion wurde zum Weltkulturerbe der UNESCO erklärt.
Eine besondere Art von Rekonstruktion liegt vor, wenn ein neues Gebäude am Ort eines früheren errichtet wird, dem architektonische Elemente eingefügt werden, die diesem alten Gebäude entsprechen, wie beim Bau des Humboldt Forums am Ort des zerstörten Berliner Schlosses, um den früheren städtebaulichen Zustand nachzuempfinden. Eine weitere Besonderheit dieser Maßnahme liegt darin, dass der Neubau den zwischenzeitlich entstandenen Palast der Republik ersetzt, der seinerseits selbst eine eigene Geschichtsepoche repräsentierte.

## Erinnerungskultur zum Holocaust

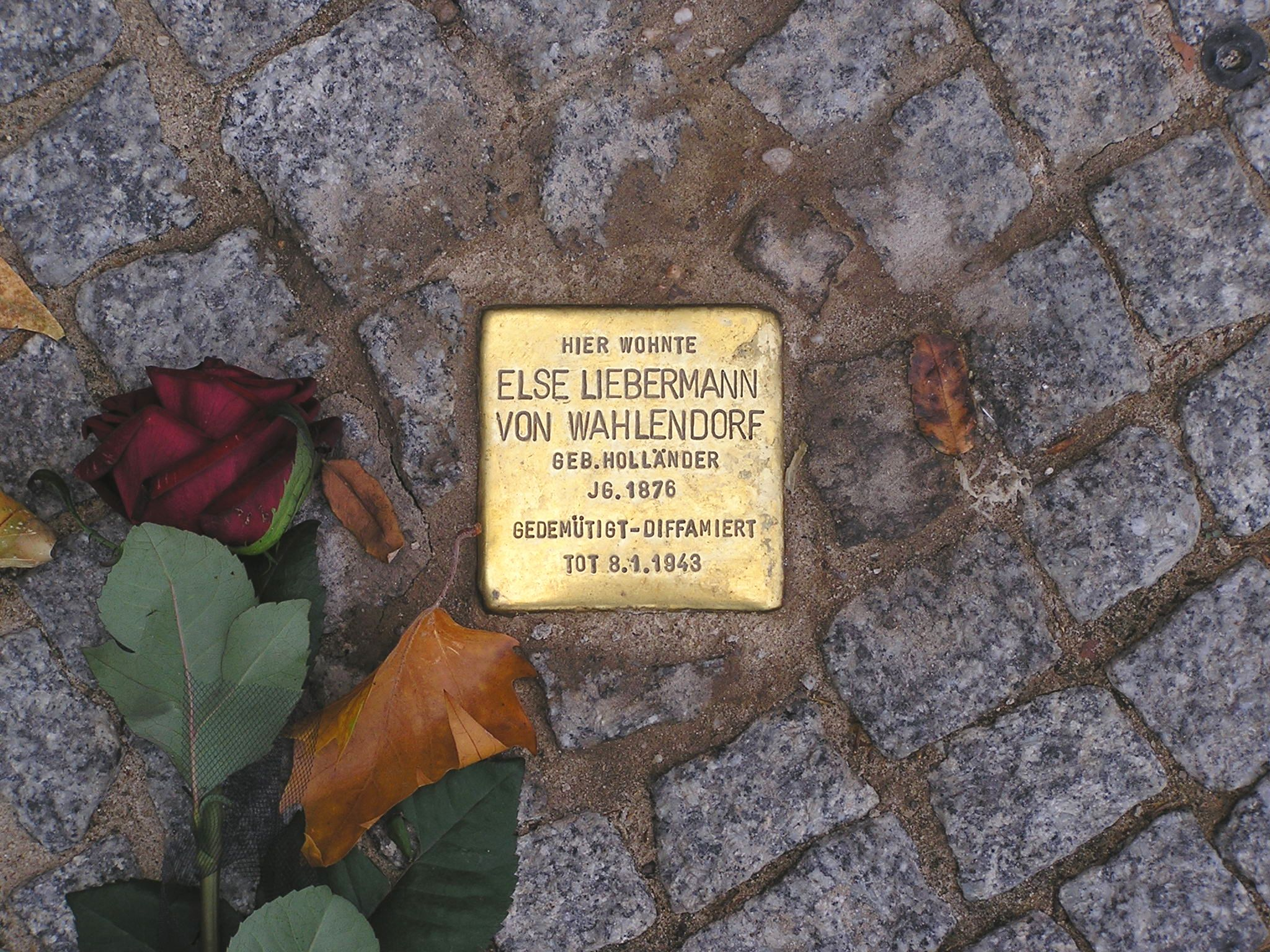
Stolperstein für NS-Opfer

Eine besondere Bedeutung kommt im deutschsprachigen Raum der Erinnerungskultur an den Holocaust zu wegen seines Umfangs, seiner Einzigartigkeit und seiner ethischen Dimension. Nach Aleida Assmann fand die Aufarbeitung der NS-Zeit in der Nachkriegszeit in zwei Phasen statt. In der ersten, die als Vergangenheitsbewältigung oder Politik des Schlussstrichs bezeichnet wird, konzentrierte man sich auf symbolische Aktionen von abschließendem Charakter, wie zum Beispiel die von Adenauer und de Gaulle gemeinsam besuchte Versöhnungsmesse in Reims oder die Entwicklung des Verhältnisses zum Staat Israel. Diese Art des Vergessens, als dialogisches Vergessen bezeichnet, sollte die durch Erinnerung hervorgerufenen Einstellungen wie Hass oder Rache vermeiden. In einer anschließenden zweiten Phase, die sich seit den 1980er Jahren verstärkte, setzte sich die Überzeugung durch, dass Versöhnung nur durch gemeinsames Erinnern möglich wird, zwischen den Nachkommen der Opfer und denen der Tätergeneration.
Wichtige Erinnerungsorte an den Holocaust sind die Gedenkstätten auf den Geländen ehemaliger Konzentrationslager. Den dezentralen Gegenpol bilden die vielerorts verlegten Stolpersteine, die an verjagte, verschleppte und ermordete Personen an ihren früheren Wohnorten namentlich erinnern. Seitdem die meisten Überlebenden durch den Zeitablauf nicht mehr am Leben sind, gewinnen in Deutschland kleine, dezentrale Gedenkorte an Bedeutung, (ehemalige) Synagogen, Wohnstätten, ehemals jüdische Schulen, überlieferte Ritualgegenstände. Ihre Entstehung und ihr Fortwirken gehen oft auf lokale Bemühungen von Ehrenamtlichen zurück.

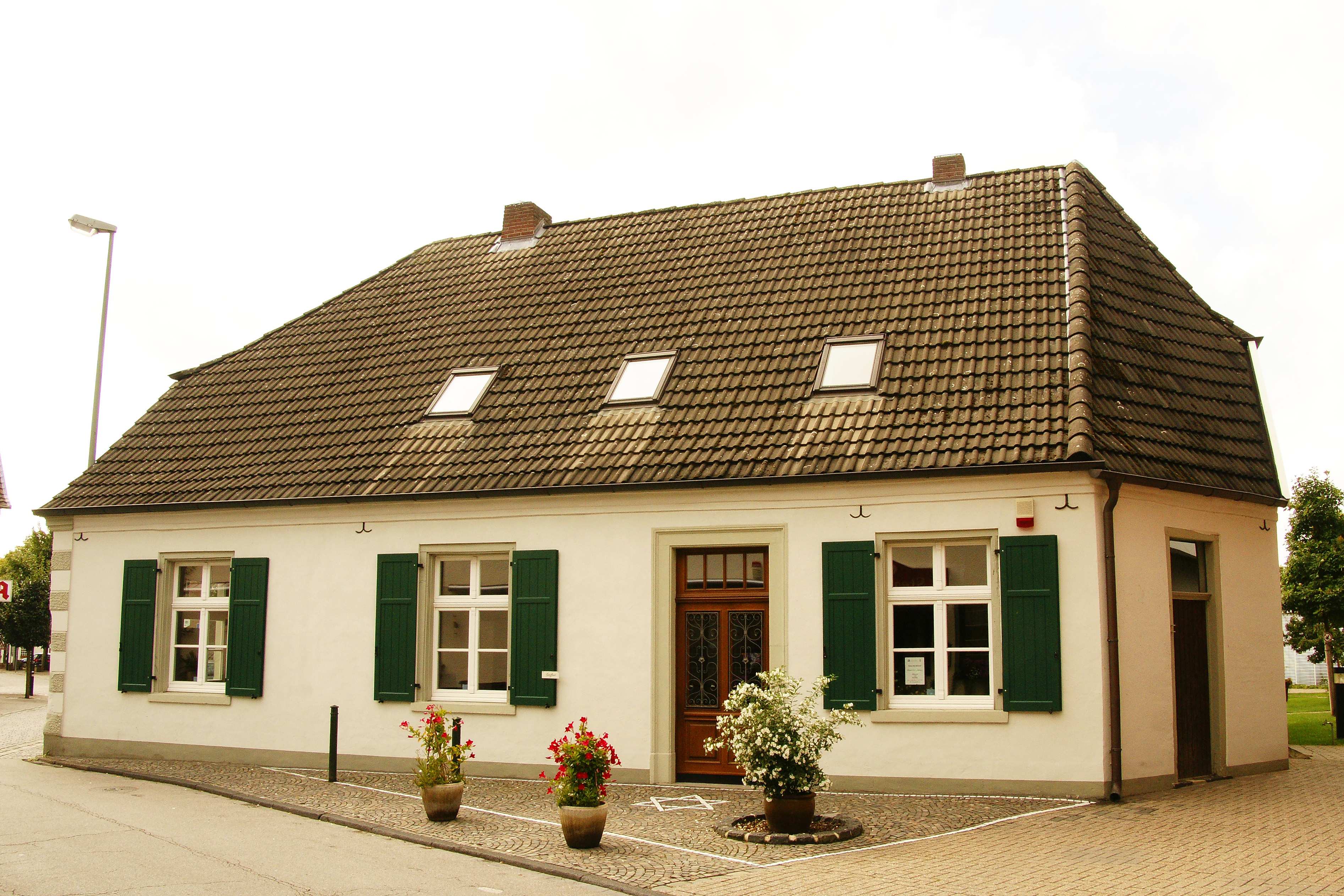
Das Humberghaus Dingden, im Ehrenamt betrieben

Den Charakter eines zentralen Mahnmals hat das Denkmal für die ermordeten Juden Europas in Berlin-Mitte, mit dessen Errichtung in den 1990er Jahren zahlreiche Kontroversen verbunden waren, die den Ort der Gedenkstätte betrafen, die künstlerische Ausführung, die Finanzierung, aber auch die Frage, welchen Opfergruppen durch das Denkmal gedacht werden soll.
Art und Umfang des Erinnerns an den Holocaust waren öfter Gegenstand heftiger, auch emotional geführter Kontroversen, wie zum Beispiel die Rede zum 50. Jahrestag der Reichspogromnacht des Bundestagspräsidenten Philipp Jenninger am 9. November 1988 und der im Jahre 1986 begonnene sogenannte Historikerstreit. Dieser wurde zwar überwiegend von Fachwissenschaftlern geführt, die sich in zwei Lagern unvermittelbar gegenüber standen, bediente sich aber nicht der üblichen Medien des wissenschaftlichen Diskurses, sondern wurde weitgehend durch Artikel und Leserbriefe in großen Tages- und Wochenzeitungen vor einer großen Öffentlichkeit ausgetragen, wodurch der Streit eine außergewöhnliche mediale Beachtung erhielt.
Der Historikerstreit, der die Singularität des Holocausts beziehungsweise seine mögliche kausale Verknüpfung mit dem stalinistischen Terror zum Gegenstand hatte, blieb ergebnislos und lieferte „keinen Erkenntnisgewinn über die Funktionsweise des nationalsozialistischen Terrors“. Historiker beider Lager stritten um die „Deutungshoheit der deutschen Identität nach dem Nationalsozialismus“ und instrumentalisierten insoweit Auschwitz für ihre jeweilige Position.

### Diskussion um das zentrale Holocaust-Mahnmal

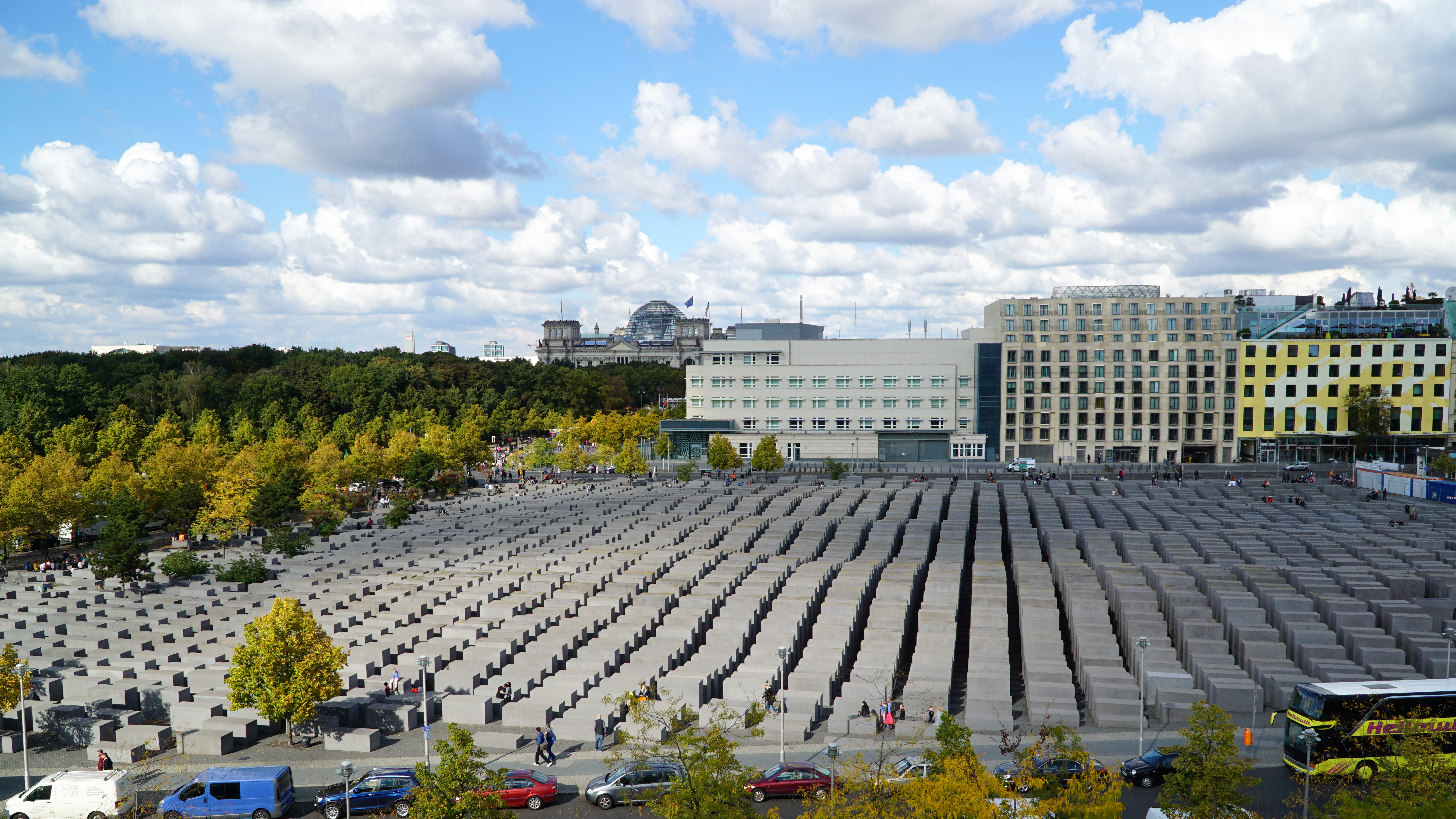
Denkmal für die ermordeten Juden Europas in Berlin

Nach Jan-Holger Kirsch spielte beim Streit um das Berliner „Holocaust-Mahnmal“ eine Erinnerungskultur, eine historische Trauer nur eine nachgeordnete Rolle; seine eigentliche Bedeutung besteht in einer „Neudefinition ‚nationaler Identität‘ im vereinten Deutschland“. Das Mahnmal gilt als prominentes Exponat der „Berliner Republik“, in der Bekenntnisse zur Nation und Bekenntnisse zur historischen Schuld nicht mehr als Widerspruch empfunden werden. Der Holocaust wird dabei in den Dienst einer Identitätspolitik genommen, bei der insbesondere die Juden trotz ostentativer Vereinnahmung erneut ausgeschlossen werden.
Eine wichtige Rolle hatte zudem der Mitte der 1990er ausgetragene Konflikt zwischen dem Vorsitzenden des Zentralrats der Juden in Deutschland Ignatz Bubis und Bundeskanzler Helmut Kohl um die Ausgestaltung der Neuen Wache in Berlin. Diese wurde von ersterem unter der Bedingung akzeptiert, ein zentrales Holocaustmahnmal zu bauen, aber dafür dort keine anderen Opfergruppen wie z. B. Sinti und Roma zuzulassen.

### Kritik an der Holocaust-Erinnerungskultur

#### Authentizitätsverlust durch Sakralisierung

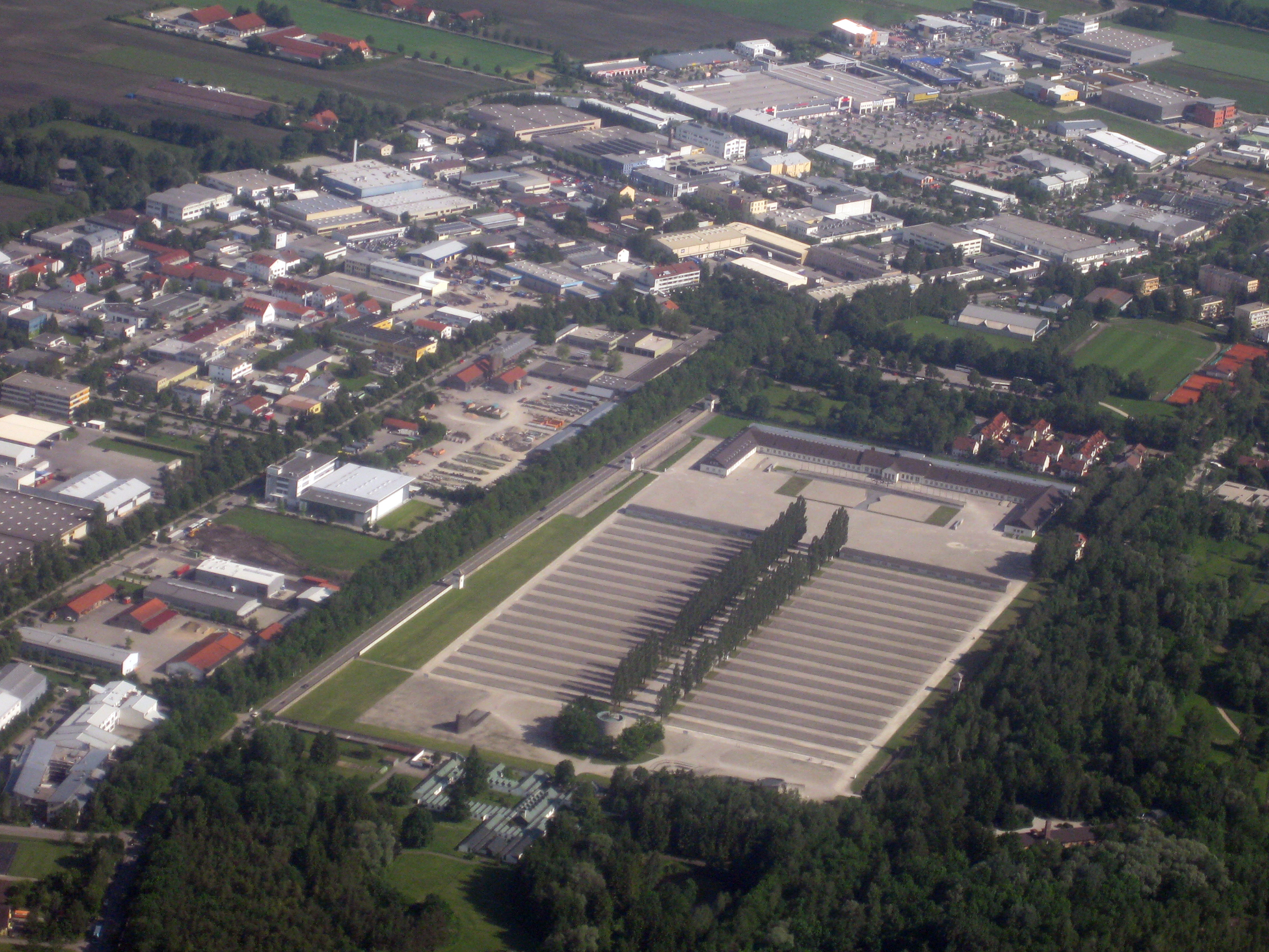
KZ-Gedenkstätte Dachau im Luftbild

Der Historiker K. Erik Franzen meint zum ehemaligen KZ Dachau, die Topographie des Geländes habe durch die Errichtung verschiedener sakraler Gedenkorte mit der Leitidee christlicher Versöhnung eine stark religiöse Ausrichtung erhalten. „Der ‚authentische‘ Ort löste sich im Zuge des Umgangs mit der Vergangenheit nahezu auf – falls es authentische Orte überhaupt gibt.“
Hans Günter Hockerts fordert, die rituelle Zeremonie des Gedenkens in Dachau von der differenzierten geschichtlichen Erforschung der Geschichte zu trennen.

#### Suggestive Musealisierung
Die Literaturwissenschaftlerin und Holocaustüberlebende Ruth Klüger bestritt in ihrer Autobiografie am Beispiel des KZ Dachaus die Eignung von Erinnerungsstätten als Lernorte und Museen. Dachau sei so sauber und ordentlich, es wirke geradezu einladend, indem es eher an ein Ferienlager erinnere als an gefoltertes Leben. In einem Gespräch über die zunehmende Memorialisierung der Erinnerung äußerte sie, „Pathos und Kitsch“ würden den Blick auf die Realität verstellen und auch den Opfern nicht gerecht werden.  Aleida Assmann kommentiert, für Klüger seien die „musealisierten Erinnerungsorte“ zu „Deckerinnerungen“ geworden.

#### Ritualisierende Sprache
Sigrid Jacobeit  sieht das Problem, dass durch die Sprache des Gedenkens das zu Erinnernde aus dem Kontext der Vergangenheit herausgenommen und in einen neuen, evtl. politisch motivierten gestellt wird:

„Sprache des Gedenkens ritualisiert, sie selektiert, variiert, vereinheitlicht und tendiert dazu, eindeutige, der jeweiligen Gesellschaft entsprechende Geschichtsbilder zu transportieren. Die Vergangenheit wird entkontextualisiert, damit von den politischen, gesellschaftlichen und kulturellen Konzepten entkoppelt, und es wird gar der Versuch unternommen, ‚die Vergangenheit zu bewältigen und für alle Zeiten unschädlich zu machen‘. ‚Nie wieder !‘ – steht hierfür als mahnend-trügerische Losung.“

#### Schablonen
Der Fall einer in der Öffentlichkeit zunächst gefeierten Holocaust-Beschreibung von Binjamin Wilkomirski, die später als erfundene „Autobiographie“ erkannt wurde, führte Aleida Assmann zu der Aussage, dass die Kultur der Erinnerung teilweise zur „Schablone“ werde, wobei das Passförmige als das Authentische gelte und das Nichtpassförmige abgestoßen werde.

#### Quasireligiöse Ritualisierung
Florian Wenninger sieht die problematischen Aspekte der etablierten Gedenkkultur in der quasireligiösen Ritualisierung des Gedenkens, in der Erzielung eines Konsenses durch radikale Entkontextualisierung, in der Befriedigung von „latentem Voyeurismus und [dem] Bedürfnis nach moralischer Selbstaufwertung“ sowie in den zu allgemein und daher beliebig formulierten Lehren, die aus der Geschichte abgeleitet werden. Wenninger sieht es als unzulässige Verkürzung, „die Wirkungsweise totalitärer Regime … auf eine Ebene persönlichen Mutes herunterzubrechen“, indem die Forderung nach „Zivilcourage“ des Einzelnen gestellt wird; dies diene nicht der Klärung der Vergangenheit, sondern der „moralischen Adelung der Gegenwart“. Sein Fazit lautet mit Adorno: „Die Wiederkehr oder Nichtwiederkehr des Faschismus [ist] im entscheidenden keine psychologische, sondern eine gesellschaftliche Frage.“

#### Mangelnde Orientierung für die Gegenwart
Im Rahmen eines Gutachtens zur Weiterentwicklung der Erinnerungskultur, das die nordrhein-westfälische Landesregierung 2008 in Auftrag gab, untersuchte Harald Welzer vom Kulturwissenschaftlichen Institut Essen die Wirksamkeit der Erinnerungs- und Gedenkkultur von Holocaust-Gedenkstätten. Welzer konstatiert zwar die verbreitete, in empirischen Untersuchungen festgestellte Bereitschaft Jugendlicher, sich mit den Themen der NS-Zeit auseinanderzusetzen, sieht es aber aus sozialpsychologischer Sicht als kontraproduktiv an, die „Vermittlung historischen Wissens mit einer moralischen Gebrauchsanweisung zu versehen“. Er wendet sich gegen das ebenfalls kontraproduktive „Pathos erinnerungskultureller Redeformeln“: Wenn sie wirksam werden soll, müsse die Erinnerungskultur „nicht mehr das monumentalisierte Grauen der Vernichtungslager ins Zentrum stellen, sondern das unspektakulärere, alltäglichere Bild einer Gesellschaft, die zunehmend verbrecherisch wird“. Als Lösung schlägt er vor, Gegenwartsbezüge zu thematisieren und in „bürgerlichen Lernorten neuen Typs“ Handlungsspielräume aufzuzeigen, es solle eher der „soziale Alltag der Ausgrenzungsgesellschaft“ als das „Grauen der Vernichtung“ dargestellt werden.
Ulrike Schrader und Norbert Reichling als Vertreter der nordrhein-westfälischen Geschichtsorte unterstellen Welzer, von einem Zerrbild der Arbeit in den Gedenkstätten auszugehen. Außerdem weisen sie darauf hin, dass Gedenkstätten nicht nur jugendliches Publikum im Auge hätten. Sie lehnen Welzers Lösungsvorschläge ab, weil sie nicht nur auf falschen Anmnahmen beruhen, sondern auch „wenig originell, überholt und gefährlich“ seien.
In ähnlicher Richtung wie Welzer äußerte auch Gerhard Schröder im Jahre 1999 seine Skepsis. Er trat für eine Gedenkstätte ein, in der die Auseinandersetzung mit der Geschichte stattfindet: „sichtbares Zeichen für das Nichtvergessen und Gelegenheit oder auch Anregung zu intensiver Auseinandersetzung. […] Ich möchte nicht, daß da Schulklassen hingeschleppt werden, weil es sich so gehört. Vielmehr solle man hingehen, weil man das Bedürfnis hat, sich zu erinnern und auseinanderzusetzen.“

#### Politische Instrumentalisierung: Die Walser-Kontroverse

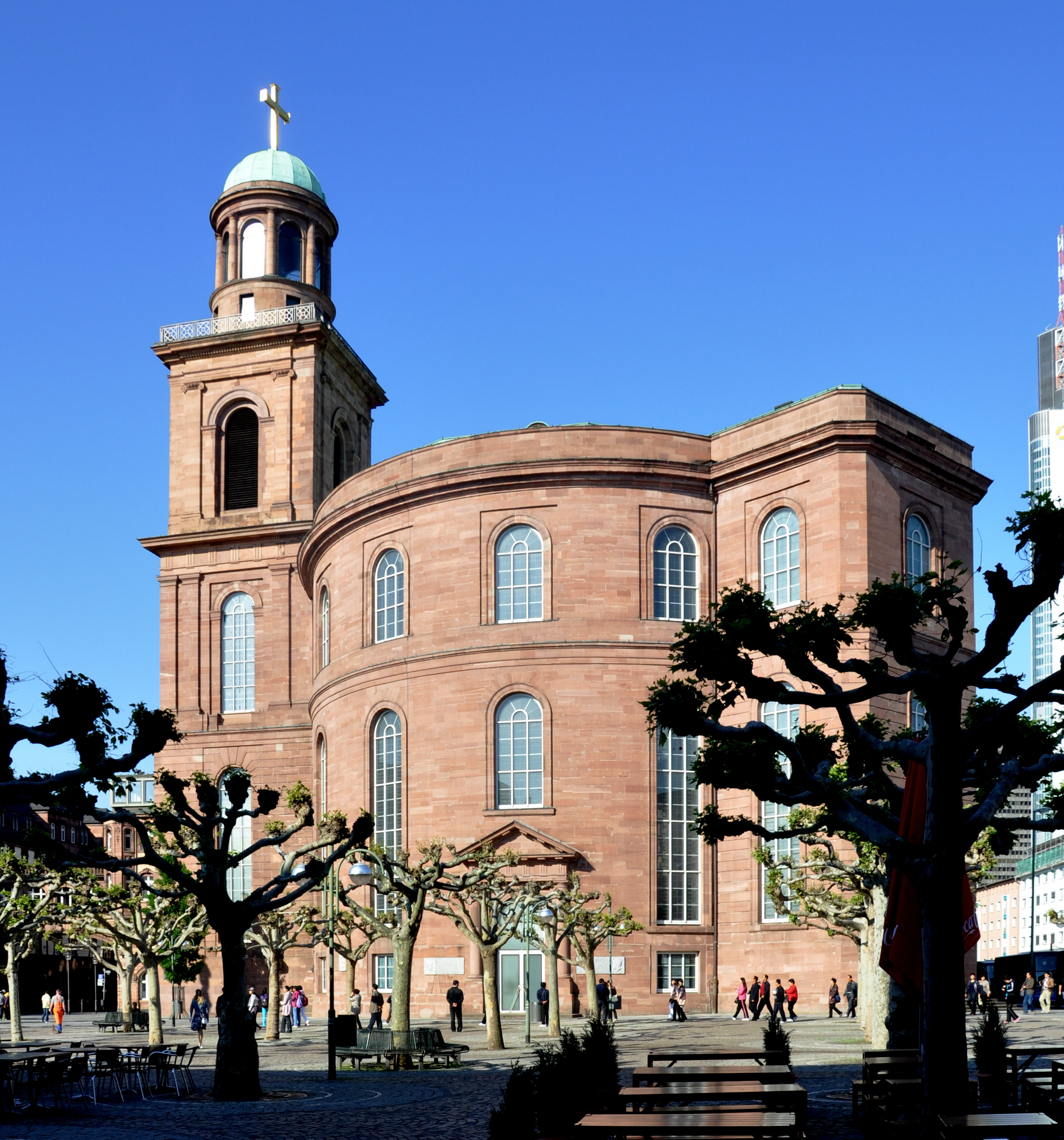
Frankfurter Paulskirche: Ort der Nationalversammlung von 1848

Als Martin Walser im Oktober 1998 in der Frankfurter Paulskirche den Friedenspreis des Deutschen Buchhandels erhielt, antwortete er mit einer Rede, die ein großes Medienecho auslöste. Er sagte unter anderem:

„Kein ernstzunehmender Mensch leugnet Auschwitz; kein noch zurechnungsfähiger Mensch deutelt an der Grauenhaftigkeit von Auschwitz herum; wenn mir aber jeden Tag in den Medien diese Vergangenheit vorgehalten wird, merke ich, dass sich in mir etwas gegen diese Dauerpräsentation unserer Schande wehrt. Anstatt dankbar zu sein für die unaufhörliche Präsentation unserer Schande, fange ich an wegzuschauen. Wenn ich merke, dass sich in mir etwas dagegen wehrt, versuche ich, die Vorhaltung unserer Schande auf Motive hin abzuhören, und bin fast froh, wenn ich glaube entdecken zu können, dass öfter nicht mehr das Gedenken, das Nichtvergessendürfen das Motiv ist, sondern die Instrumentalisierung unserer Schande zu gegenwärtigen Zwecken. Immer guten Zwecken, ehrenwerten. Aber doch Instrumentalisierung. […] Auschwitz eignet sich nicht dafür, Drohroutine zu werden, jederzeit einsetzbares Einschüchterungsmittel oder Moralkeule oder auch nur Pflichtübung. Was durch Ritualisierung zustande kommt, ist von der Qualität des Lippengebets […].“

Kritiker äußerten sich empört und warfen Walser historischen Revisionismus und eine Verharmlosung des Holocaust vor. Ignatz Bubis bezeichnete die Rede als „geistige Brandstiftung“. Gerhard Schröder kritisierte vor allem den Verlauf der nachfolgenden öffentlichen Debatte. Sowohl Walser wie auch sein Kontrahent Bubis hätten mit teilweise missverständlichen Formulierungen ernsthafte Positionen vertreten: „Es gab in seiner Rede überspitzte Formulierungen. Ein Dichter darf so etwas. Ich dürfte das nicht.“
2015 präzisierte Walser in einem Spiegel-Interview, er habe nicht eine Instrumentalisierung von Auschwitz im deutsch-jüdischen Verhältnis gemeint, sondern eine in der deutschen Tagespolitik, so wie sie z. B. von Günter Grass in seiner Ablehnung der Deutschen Wiedervereinigung oder von Joschka Fischer in seiner Befürwortung der deutschen Intervention im Kosovokrieg praktiziert wurde.

## Zum Wandel der Erinnerungskulturen in Europa ab 1989/91
Christoph Cornelißen fasst die Entwicklung so zusammen:

„Der Zusammenbruch der kommunistisch beherrschten Regime in Ost- und Ostmitteleuropa rief nach 1989/91 einen massiven Wandel auf verschiedenen Feldern der öffentlichen Gedächtniskultur hervor. Besonders sichtbar kam dieser Sachverhalt zunächst im Osten Europas zum Vorschein, ablesbar unter anderem am Schleifen und der Zerstörung unzähliger Denkmäler sowie ihrer Umgestaltung oder ihrem Ersatz durch neue materielle Erinnerungszeichen. In den gleichen Zusammenhang gehören die tausendfache Umbenennung von Straßennamen und anderer öffentlicher Plätze und Einrichtungen, darüber hinaus die veränderten Inszenierungen der staatlichen Gedenkfeierlichkeiten. Auch der ‚politische Westen‘ Europas wurde rasch von diesen Umbrüchen erfasst, besonders sichtbar in Italien, wo das überkommene Parteienwesen nach dem Kalten Krieg zerfiel und sich in den nachfolgenden Jahren die staatlich inszenierte Gedächtniskultur erheblich wandelte. Deutliche Rückwirkungen des säkularen Umbruchs waren auch im vereinten Deutschland zu beobachten, wo das Gedenken an den Holocaust nach und nach in das Zentrum der öffentlich inszenierten Erinnerung rückte. Ein frühes Anzeichen war dafür, dass seit den 1990er Jahren die zuvor von der Politik oftmals nur wenig beachteten KZ-Gedenkstätten oder andere Orte der NS-Gewaltherrschaft an herausgehobenen Erinnerungstagen zu Bühnen für öffentliche Gedenkveranstaltungen transformiert wurden.“